# Нуцень
Нуцень, Нуцені (рум. Nuțeni) — село у повіті Харгіта в Румунії. Входить до складу комуни Гелеуцаш.
Село розташоване на відстані 277 км на північ від Бухареста, 65 км на північний захід від М'єркуря-Чука, 138 км на схід від Клуж-Напоки, 137 км на північ від Брашова.

## Населення
За даними перепису населення 2002 року у селі проживали 120 осіб.
Національний склад населення села:
| Національність | Кількість осіб | Відсоток |
| -------------- | -------------- | -------- |
| румуни         | 112            | 93,3%    |
| угорці         | 8              | 6,7%     |

Рідною мовою назвали:
| Мова      | Кількість осіб | Відсоток |
| --------- | -------------- | -------- |
| румунська | 112            | 93,3%    |
| угорська  | 8              | 6,7%     |